# Narodna stranka
 Ovo je glavno značenje pojma Narodna stranka. Za druga značenja pogledajte Narodna stranka (razdvojba).
Narodna stranka bila je politička stranka uglavnom hrvatskoga naroda u Habsburškoj Monarhiji, izrasla iz ideja ilirskoga pokreta i Hrvatskog narodnog preporoda. Djeluje od 1841., a i to uglavnom unutar Kraljevine Hrvatske i Slavonije, sve do raspada Austro-Ugarske.
Prva je moderna hrvatska politička stranka, utemeljena 1841. pod nazivom Ilirska stranka, a nakon zabrane ilirskog imena od 1843. djeluje kao Narodna stranka. Pokrenuli su je Ljudevit Gaj, Ivan Kukuljević Sakcinski i Ivan Mažuranić s ciljem borbe za ujedinjenje hrvatskih zemalja, uvođenje hrvatskoga jezika kao službenog, te općenito zaštite hrvatskih nacionalnih interesa, napose protiv politike mađarizacije. Već 1841. imala je većinu u Saboru, ali je zabranjena od 1851. do 1860.
Obnavlja se pod vodstvom Josipa Jurja Strossmayera, Franje Račkog i Ivana Mažuranića 1861., ali se 1862. iz nje izdvaja Samostalna narodna stranka, koja zahtijeva samostalnu Hrvatsku (program Uvjetno ili bezuvjetno), te se protivi koaliciji s Unionističkom strankom (mađaroni), koja je prihvatila Hrvatsko-ugarsku nagodbu (1868).
Kada je Narodna stranka pobijedila na izborima 1871., tu je nagodbu proglasila nezakonitom. Među vođama, osim bana Ivana Mažuranića, isticao se Matija Mrazović, koji je 1880., zbog oportunizma stranke (nagodbenjaštvo) – vrijeme je to u kojem Ante Starčević narodnjake proziva mađarolcima – osnovao Neovisnu narodnu stranku. Otada stranka postupno gubi važnost. Godine 1905. ulazi u Hrvatsko-srpsku koaliciju, a nakon poraza na izborima 1906. raspada se.

## Utjecaj Ilirskog pokreta
Već u svojim počecima, od 1835. godine Ilirski pokret izazvao je otpor dijela hrvatskoga plemstva koji nije prihvaćao ilirske ideje, nego se zalagao za uže interese koji su se imali ostvariti u uskoj vezi s ugarskim plemstvom, a protiv bečkoga centralizma. Stoga je na njihov poticaj 1841. i osnovana Horvatsko-vugerska stranka, čiji će pristaše u narodu biti poznati kao mađaroni. Kako bi na to odgovorili, ilirci pod vodstvom Ljudevita Gaja i Janka Draškovića utemeljuju Ilirsku narodnu stranku (izvorno: Narodna ilirska partaja), a njezina programska načela očituju se u krilatici:
Godine 1842. Ilirska stranka je pobijedila u sve tri hrvatske županije, Zagrebačkoj, Križevačkoj i Varaždinskoj. Na izborima u Zagrebačkoj županiji nadvladali su svoje protivnike silom, a ne većinom glasova zbog čega su izgubili potporu Beča. 
Ubrzo, već 11. siječnja 1843., zbog sve većih sukoba između narodnjaka i mađarona, ali i zbog pritužbi o širenju ilirskih ideja u Bosni i Hercegovini, car i kralj Ferdinand I. zabranjuje uporabu ilirskoga imena, pa se stranka otada naziva jednostavno Narodnom strankom, baš kao što se i novine koje su iznosile njezine ideje tada prozvale „Narodnim novinama.“ Ljudevit Gaj je prozivan od mnogih Iliraca zbog gubitka bečke potpore,pa je on time izgubio političko vodstvo stranke.

## Borba za hrvatski jezik i narodnu samobitnost
Jedan od ciljeva Narodne stranke bilo je uvođenje hrvatskoga jezika u službenu uporabu, a najznačajniji korak u tom smislu bio je govor što ga je 2. svibnja 1843. u Hrvatskom saboru izrekao Ivan Kukuljević Sakcinski. To je ponovno rasplamsalo sukobe s mađaronima, a do svoga vrhunca oni su došli u srpnju 1845. kad je obnovljena Zagrebačka županija. Tada su mađaroni na svoju stranu u skupštini pridobili seljake-plemiće iz Turopolja, te su narodnjaci ostali u manjini. Izbili su neredi na Markovu trgu u Zagrebu, a u sukobu s vojskom poginulo je 13 ljudi i ranjeno 27, većinom narodnjaka (vidi Srpanjske žrtve).
U razdoblju koje je neposredno prethodilo revolucionarnim događajima u Ugarskoj 1848., u Hrvatskom saboru većinu imaju pripadnici Narodne stranke. Bio je to posljednji hrvatski staleški sabor. U sukobu s Mađarima, Sabor odlučuje da se Hrvatskoj vrati njezina samostalna vlada, koje se Hrvatska bila odrekla 1790. godine. Usto, ovaj je Sabor tražio ujedinjenje svih hrvatskih zemalja, ostvarivanje crkvene neovisnosti od Ugarske, te promicanje Zagrebačke biskupije u rang nadbiskupije. Pritisnut takvom opozicijom, ban Haller, inače sklon mađaronima, odstupa, a kao banski namjesnik vlast preuzima biskup Juraj Haulik, sklon narodnjacima. Jedna je od odluka ovog sabora i uvođenje hrvaskoga jezika kao „diplomatičkog i službovnog“ jezika u Hrvatskoj, zamijenivši dotadašnji latinski. Ta je odluka donesena 23. listopada 1847. Time je Sabor u kojem su dominirali narodnjaci zapravo ostvario ciljeve Hrvatskog narodnog preporoda.
Slijedeći revolucionarna zbivanja u drugim dijelovima Monarhije, narodnjaci, predvođeni Kukuljevićem i Ambrozom Vraniczanyjem, na Velikoj narodnoj skupštini sazvanoj u Ilirskoj dvorani Opatičkoj ulici u Zagrebu, donose „Zahtijevanja naroda“ u 30 točaka. U njima se, između ostaloga, traži da Josip Jelačić, tadašnji zapovjednik Prve banske pukovnije, bude imenovan hrvatskim banom. On je pak, odmah po imenovanju zabranio primanje zapovijedi od drugih, čime je prekinuo veze s Ugarskim kraljevstvom. Jelačić je za 19. svibnja 1848. raspisao izbore za novi Hrvatski sabor u Kraljevini Hrvatskoj i Slavoniji, uključujući sada i Vojnu krajinu. To je bio prvi hrvatski nestaleški sabor, a sastao se 5. lipnja. U njemu su narodnjaci ponovno imali ogromnu većinu.
Od toga trenutka, a osobito nakon što Ivan Kukuljević Sakcinski 1850. utemeljuje Društvo za povjesnicu jugoslavensku, u Narodnoj stranci sve više jača jugoslavenska ideja. Nju snažno podržava istaknuti narodnjak, biskup Josip Juraj Strossmayer, koji već 1849. piše da je njegov cilje „jugoslavjana sdružiti se, složiti i ujediniti.“ Pod utjecajem Bogoslava Šuleka, članstvo i vodstvo Narodne stranke u velikoj mjeri prihvaća austroslavizam – koncept koji podrazumijeva održavanje Austrijskog carstva, ali uz federalne jedinice za slavenske narode; a kojega će bečki Dvor najprije odbaciti radi uvođenja Bachovog apsolutizma, a potom radi njemačko-ugarske hegemonije nad slavenskim narodima uspostavljene definitivno Austro-ugarskom nagodbom iz 1867. godine, tzv. dualizmom.

## Vrijeme Hrvatsko-ugarske nagodbe
I u Saboru koji se sastao 15. travnja 1860. radi ustoličenja bana Josipa Šokčevića (1860. – 1867.) također je bila većina narodnjaka, a među njima su osobitu ulogu imali: Josip Juraj Strossmayer, Franjo Rački, Matija Mrazović, Ivan Vončina, Ivan Kukuljević Sakcinski i drugi. U tom su razdoblju, koje je prethodilo Austro-ugarskoj i Hrvatsko-ugarskoj nagodbi, narodnjaci su zagovarali povezivanje s Ugarskom pod uvjetom da bude poštovana politička i kulturna autonomija Hrvatske. S druge strane bila je znatno slabija Stranka unionista (mađaroni), koja je tražila bezuvjetni savez s Ugarskom. Tu su stranku predvodili Mirko Bogović i grof Julije Janković. U Saboru je još bila zastupljena i Stranka prava, na čelu s Antom Starčevićem i Eugenom Kvaternikom, koja se zauzimala za hrvatsku samostalnost.
Ivan Mažuranić koji je tada uvidio opasnost od približavanja Mađarima, osniva 1862. Samostalnu narodnu stranku (poznatu i kao Narodno-liberalna stranka) koja će se zalagati za tješnje veze s Austrijom, čime dolazi do raskola među narodnjacima, a Mažuraniću se pridružuju Kukuljević Sakcinski, Ambroz Vraniczany, uz podršku nadbiskupa Haulika. Na izborima 1865. ova je stranka teško poražena od udruženih narodnjaka i unionista (mađarona). To je pak znatno oslabilo položaj Hrvatske u doba preustroja Monarhije. U sklapanju Hrvatsko-ugarske nagodbe narodnjaci nisu htjeli sudjelovati, pa je ban Šokčević odstupio, a zamijenio ga je unionist Levin Rauch. U otporima Nagodbi Narodna stranka ima vodeću ulogu, te je u izborima održanima u svibnju 1869. godine nasuprot trinaestorici unionista i jednom pravašu Narodna stranka imala čak 51 zastupnika.  Nakon što je ban Rauch 1870. dao izglasati zakon kojim je borba protiv Nagodbe proglašena kaznenim djelom, Narodna stranka u vojnom dijelu Siska koji je još pripadao Vojnoj krajini pokreće novine „Zatočnik“ u kojima napada unioniste. Rauch je podnio tužbu, no sud u Petrinji tu je tužbu odbio, a ban je morao podnijeti ostavku.

## Suradnja s pravašima i novi raskol
U rujnu 1871. narodnjaci zajedno s pravašima izdaju Rujanski manifest kojim se Nagodba proglašava nezakonitom. Zauzimajući se za reviziju Nagodbe na izborima za Sabor 1872. Narodna stranka i Stranka prava odnose pobjedu, a za bana izabran je prvi „ban pučanin“, Ivan Mažuranić – dakle najviđeniji protivnik Hrvatsko-ugarske nagodbe. Taj je sabor raspušten već sljedeće godine, no Nagodba je revidirana, a u novom saboru iz 1873., ponovno je za bana izabran Mažuranić (1873. – 1880.).
Mažuranića je na banskoj dužnosti nasljedio Josip Pejačević; makar je i on bio narodnjak, on prihvaća unionističku politiku, te je za njegove vlasti prekinut napor za samostalnijim položajem Hrvatske u odnosu na Ugarsku i umjesto toga nastavljena postupna mađarizacija (Ante Starčević proiziva stoga J. Pejačevića i njegove pobornike iz Narodne stranke "mađarolcima").
Zbog toga ponovno dolazi do raskola u stranci: Matija Mrazović s dvadeset i trojicom saborskih zastupnika (među njima su Franjo Rački, Šime Mazzura, Vojnović i dr.) osniva 1880. Neodvisnu narodnu stranku, koju će podržavati i Strossmayer. U svom glasilu „Obzor“ ova je stranka iznosila izvorna načela Narodne stranke iz doba prije revizije Nagodbe.

## Nastavak mađarizacije i Hrvatsko-srpska koalicija
Nastavkom mađarizacije došlo je do narodnoga otpora, a on je ugušen intervencijom austrijske vojske. Banom je 1883. godine imenovan Károly Khuen-Héderváry, a mađarizacija se u dva desetljeća njegovog upravljanja Hrvatskom još oštrije nastavila. Kroz cijelo njegovo nametnuto vladanje u izborima za Sabor, održanima 1884., 1887., 1892., 1897. i 1901., većinu je dobivala Narodna stranka – sada glavni oslonac promađarske politike – zahvaljujući vještoj manipulaciji izbornim jedinica, te mijenjanjem izbornih zakona u kojima pravo glasa bio određen veličinom vlasništa. Narodna stranka je bila ništa drugo nego stranka koja je provodila volju Ugarske tj. postala je vladina stranka, a u narodu je viđena kao mađaronska. Jedina prava opozicija tada joj je bila Stranka prava.
Takve suprotnosti dovele su do nemira i pobune 1903., te je Khuen-Héderváry bio prisiljen na odstup, a na bansko mjesto dolazi Teodor Pejačević. U tom je razdoblju temeljem Riječke i Zadarske rezolucije formirana Hrvatsko-srpska koalicija u koju su s hrvatske strane ušli narodnjaci i pravaši, a iz redova srpskog naroda samostalci i radikali. Kraće vrijeme u koaliciji su bili i hrvatski socijaldemokrati. Na taj je način prestalo samostalno djelovanje Narodne stranke.
Hrvatsko-srpska koalicija ostat će na vlasti u Hrvatskoj i Slavoniji do kraja Prvog svjetskog rata, no duboko će se kompromitirati suradnjom s Mađarima (u vrijeme kada se kraju austro-ugarskog dualizma nije nazirao kraj) i nepripravljenošću za ishod rata. Nakon rata, politički prostor što ga je nekoć zauzimala Narodna stranka zauzet će Hrvatska seljačka stranka.

## Utjecaj u Istri i Dalmaciji
Hrvatska narodna stranka imala je značajan utjecaj pri buđenju nacionalne svijesti u Istri i Dalmaciji, koje su kao zasebne zemlje u austrijskom dijelu Austro-Ugarske bile odvojene od matice. U Dalmaciji je tako pod njezinim utjecajem rastao narodnjački pokret, a onda i Narodna stranka s ciljem uvođenja hrvatskog jezika u službenu uporabu i sjedinjenja s Hrvatskom i Slavonijom. Stoga su narodnjaci u Dalmaciji bili nazivani „aneksionistima“, za razliku od „autonomaša“, koji će kasnije postati otvoreni eksponenti talijanskoga iredentizma.
Narodnjaštvo u Istri izravno je poticao Strossmayer, a Narodna stranka iz Hrvatske i Slavonije slala je i financijsku pomoć istarskim narodnjacima. U vrijeme kada narodnjaci u Hrvatskoj i Slavoniji kreću u nagodbenjačku politiku, Matko Laginja s novom generacijom hrvatskih istarskih političara daje Narodnoj stranci u Istri odlučan starčevićanski pečat i na svaki način povezuje hrvatsku politiku u Istri sa Strankom prava. Ipak, narodnjaštvo u Istri (ni u svojoj starčevićanskoj fazi) nije postiglo uspjeh kakav je postiglo ono u Dalmaciji. Uspjeh narodnog preporoda istarskih Hrvata i Slovenaca se tek počeo materijalizirati, kada ga je zatekao Prvi svjetski rat, nakon kojeg je uslijedilo pripajanje tih krajeva Italiji. Italija će potom agresivno krenuti u talijanizaciju, koja je u najboljem slučaju je negirala postojanje Slovenaca i Hrvata, svevši ih na razinu amorfnog slavenstva.

## Istaknuti članovi
Istaknuti članovi Narodne stranke koji su bili poznati odvjetnici bili su: Nikola Crnković, Nikola Krestić, Bogdan Medaković (svi u Zagrebu), Vaso Gjurgjević (u Osijeku), Jovan Gjurić (u Mitrovici i Zagrebu) te Minko Horvata (u Đakovu).